# Saint-Laurent-du-Mont
Saint-Laurent-du-Mont ist eine Ortschaft und eine ehemalige französische Gemeinde mit zuletzt 189 Einwohnern (Stand 2016) im Département Calvados in der Region Normandie. Sie gehörte zum Kanton Mézidon-Canon im Arrondissement Lisieux. Die Einwohner werden Saint-Laurentais genannt.
Mit Wirkung vom 1. Januar 2019 wurden die bisherigen Gemeinden Cambremer und Saint-Laurent-du-Mont zur namensgleichen Commune nouvelle Cambremer zusammengeschlossen. Den ehemaligen Gemeinden wurde in der neuen Gemeinde der Status einer Commune déléguée nicht zuerkannt. Der Verwaltungssitz befindet sich im Ort Cambremer.

## Geographie
Saint-Laurent-du-Mont liegt etwa 38 Kilometer ostsüdöstlich von Caen und etwa 17 Kilometer westlich vom Stadtzentrum von Lisieux in der Landschaft Pays d’Auge. Umgeben wird Saint-Laurent-du-Mont von Cambremer im Norden und Osten, Crèvecœur-en-Auge im Süden sowie Notre-Dame-d’Estrées-Corbon im Westen.

## Bevölkerungsentwicklung
| Jahr                      | 1962 | 1968 | 1975 | 1982 | 1990 | 1999 | 2006 | 2015 |
| Einwohner                 | 82   | 78   | 77   | 97   | 112  | 137  | 180  | 192  |
| Quelle: Cassini und INSEE |      |      |      |      |      |      |      |      |

## Sehenswürdigkeiten
- Ruine der Kirche Saint-Laurent, während der französischen Revolution zerstört
- Herrenhaus von Cœur-Joye aus dem 16. Jahrhundert